# میزی ویلیامز
میزی ویلیامز (به انگلیسی: Maizie Williams) (زاده ۲۵ مارس ۱۹۵۱) مدل و خواننده انگلیسی است. او یکی از اعضای گروه موسیقی بانی ام بود.